# Международный конгресс математиков-2022
Международный математический конгресс 2022 года — двадцать девятый Международный математический конгресс, проходивший режиме онлайн из Хельсинки с 7 по 14 июля 2022 года.
В качестве новинки на этом съезде выдающиеся деятели в области физики и математики были награждены «медалью Ладыженской» — премией имени русского математика Ольги Ладыженской.

## Место
Франция подала заявку на проведение конгресса в Париже, а президент Франции Эммануэль Макрон снял видео в поддержку этой инициативы.
Франция заявила о своем намерении выступить на Международном конгрессе математиков 2014 года. Россия подала заявку осенью 2014 года. В марте 2017 года подкомитет Исполнительного комитета Международного математического союза посетил оба города, провел заседание в начале апреля 2017 года и рекомендовал выбор Санкт-Петербурга для проведения Конгресса 2022 года. Это решение было принято комиссией единогласно при двух воздержавшихся из-за конфликта интересов (Сигэфуми Мори и Венделин Вернер, которые не участвовали в обсуждении). После оглашения места проведения ряд математиков заявили о бойкоте под лозунгом «Бойкот ICM-2022», объясняя свою позицию нарушением прав человека в России, в том числе прав ЛГБТ, а также из-за ареста математиков Азата Мифтахова и Павла Гриба. Со временем протесты немного поутихли, однако после российского вторжения на Украину в 2022 году, стало ясно о недопустимости проведения конгресса на территории страны агрессора, таким образом мероприятие было перенесено из России в Хельсинки.

## Научные аспекты
Конгресс планировалось провести в конгресс-центре «Экспофорум» в Санкт-Петербурге. Ожидалось, что двадцать приглашенных специалистов прочитают пленарные лекции, в том числе: Элис Гионне, директор по исследованиям Высшей нормальной школы Лиона ; Лаура Сен-Раймонд, профессор того же ENS de Lyon ; Светлана Житомирская, американский математик, преподающая в Калифорнийском университете в Ирвине ; Нина Гупта, профессор Индийского статистического института в Калькутте ; Майкл Джеффри Ларсен, профессор Индианского университета в Блумингтоне ; Камилло де Леллис, итальянский математик, преподающий в Цюрихском университете ; Младен Бествина, хорватский математик и профессор Университета штата Юта, Клара Грима, испанский математик и публицист, или британский историк математики Джун Барроу-Грин.

## Награды
Впервые в истории перед Конгрессом были вручены награды IMU. Церемонию открыл Президент Финляндской Республики Саули Ниинистё.
Медали Филдса были вручены Юго Дюминиль-Копену, Хо Джун И, Джеймсу Мейнарду и Марине Вязовской. Президент Франции Эммануэль Макрон поздравил Юго «с получением самой престижной премии в области математики» и признал, что «его работа по вероятностям и статистической физике, эта награда показывает жизнеспособность и превосходство нашей французской математической школы».   Марина стала второй женщиной, получившей Филдсовскую медаль.
Марк Браверман получил премию призовые счеты за вклад в теорию информации. До 2018 года она называлась Премией Неванлинны.
Барри Мазур получил медаль Черна за прижизненные достижения в области математики и топологии.
Эллиот Либ получил премию Гаусса за вклад в приложения математики к физике. У Эллиота была проблема с речью во время церемонии, так как задержка между отправителем и получателем была настолько велика, что он предпочел сдаться и дать короткое сообщение. .
Светлана Житомирская стала обладательницей первой Ладыженской медали.
Николай Андреев получил премию Лилавати за популяризацию математики.
На Конгрессе вспомнили украинского математика Юлию Здановскую.

## использованная литература
1. ↑  ICM goes to St. Petersburg, Russia in 2022. ICM (Agost 2018). Дата обращения: 7 agost 2021. Архивировано из оригинала 14 апреля 2021 года.
2. 1 2  Virtual ICM 2022 | International Mathematical Union (IMU). www.mathunion.org. Дата обращения: 5 мая 2023. Архивировано 1 июня 2023 года.
3. ↑  Médaille Ladyzhenskaya en physique mathématique | INSMI. Дата обращения: 7 августа 2021. Архивировано 13 октября 2022 года.
4. ↑  Histoire du Boycott. icm2022boycott.org. Дата обращения: 5 мая 2023. Архивировано 12 октября 2022 года.
5. ↑  Письмо от Дайи Редди Карлосу Кенигу (англ.). Дата обращения: 5 мая 2023. Архивировано 13 октября 2022 года..
6. ↑  Decision of the Executive Committee of the IMU on the upcoming ICM 2022 and IMU General Assembly. International Mathematical Union (26 февраля 2022). Дата обращения: 28 февраля 2022. Архивировано 2 апреля 2022 года.
7. ↑  Okounkov, Andrei. Plans for ICM 2022. American Mathematical Society (2019). Дата обращения: 10 октября 2022. Архивировано 18 декабря 2022 года.
8. 1 2  Deux françaises invitées pour des conférences plénières au Congrès Mondial de Mathématiques 2022 – Femmes et Mathématiques. Дата обращения: 7 августа 2021. Архивировано 30 июля 2021 года.
9. ↑  Svetlana Jitomirskaya to give plenary talk at International Congress of Mathematicians | UCI. Дата обращения: 7 августа 2021. Архивировано 30 июля 2021 года.
10. ↑  Indian Statistical Institute. Indian Statistical Institute (2019). Дата обращения: 7 agost 2021. Архивировано 10 октября 2022 года.
11. ↑  Pilgrim, Kevin. Michael Larsen to speak at 2022 ICM. Дата обращения: 7 августа 2021. Архивировано из оригинала 30 июля 2021 года.
12. ↑  University of Zurich - Conference/details. Дата обращения: 7 августа 2021. Архивировано 30 июля 2021 года.
13. ↑  Mladen Bestvina to give plenary lecture at international math conference | @theU. Дата обращения: 7 августа 2021. Архивировано 30 июля 2021 года.
14. ↑  The Open University. Дата обращения: 7 августа 2021. Архивировано 30 июля 2021 года.
15. ↑  Chang, Kenneth (5 июля 2022). Fields Medals in Mathematics Won by Four Under Age 40. The New York Times (англ.). Архивировано 5 июля 2022. Дата обращения: 14 июля 2022.
16. ↑  Maryna Viazovska, who is the Ukrainian mathematician who won the Fields Medal – time.news (6 июля 2022). Дата обращения: 2 октября 2022. Архивировано 2 октября 2022 года.